# Тунгатар (озеро)
Тунгатар (каз. Түнқатар) — озеро в Карабалыкском районе Костанайской области Казахстана. Находится в 4 км к югу от села Кособа (бывший совхоз Карабалыкский).
По данным топографической съёмки, площадь поверхности озера составляет 1,69 км². Наибольшая длина озера — 1,4 км, наибольшая ширина — 1,4 км. Длина береговой линии составляет 5,8 км, развитие береговой линии — 1,26. Озеро расположено на высоте 212,4 м над уровнем моря.